# 勞動部勞動力發展署中彰投分署
勞動部勞動力發展署中彰投分署是勞動部勞動力發展署的所屬機構，位於臺中市西屯區台中工業區內。服務縣市包含：臺灣臺中市、臺灣省彰化縣以及臺灣省南投縣，主要業務包括職業訓練、就業服務、技能檢定、創業協助及國際職訓合作等，如：提供待業者就業諮詢、職前訓練、在職者的在職訓練、現場考取技術執照的全國技術士技能檢定，以及補助並輔導企業團體辦理職業訓練等服務。

## 歷史
中彰投區就業服務中心
- 1963年，臺灣省政府於臺中市成立「臺灣省中區國民就業輔導中心」（今臺中就業中心址），隸屬臺灣省政府社會處[1]。
- 1988年1月，臺灣省政府勞工處成立後一年，改隸勞工處。
- 1994年7月，更名為「臺灣省政府勞工處中區就業服務中心」。
- 1999年7月1日，臺灣省政府功能業務與組織調整後，改隸於行政院勞工委員會職業訓練局（今勞動部勞動力發展署），更名為「行政院勞工委員會職業訓練局台中區就業服務中心」。
- 2004年12月21日，中心遷至中區職業訓練中心行政大樓，原址成立臺中就業服務站。
- 2005年6月，更名為「行政院勞工委員會職業訓練局中彰投區就業服務中心」。

中區職業訓練中心
- 1976年11月16日，全國職業訓練金監理委員會（今）以財團法人型態成立「中區職業訓練中心」。
- 1981年7月1日，改隸內政部職業訓練局，更名為「內政部職業訓練局中區職業訓練中心」。
- 1987年8月1日，行政院勞工委員會（今勞動部）成立後，職業訓練局也改隸勞委會，中心更名為「行政院勞工委員會中區職業訓練中心」。
- 2011年5月，中區職業訓練中心及中彰投區就業服務中心為確保合併為後之業務順利銜接，即試行整併營運[2]。
- 2013年11月21日，中區職訓中心與中彰投就服中心將原有的「中區人才培訓策略聯盟」擴大為「中彰投區勞動力發展策略聯盟」[3]。

勞動部勞動力發展署中彰投分署
- 2014年1月9日，立法院審議通過相關法案。2月17日，勞委會改組升格為勞動部後，中區職業訓練中心及中彰投區就業服務中心整合為「勞動部勞動力發展署中彰投分署」，並將原勞委會勞工教育學苑併為中彰投分署勞動學苑。

## 歷任分署長
| 任別   | 姓名   | 就職時間      | 卸任時間       | 備註                     |
| 分署長 | 分署長 | 分署長        | 分署長         | 分署長                   |
| ------ | ------ | ------------- | -------------- | ------------------------ |
| 1      | 陳瑞嘉 | 2014年2月17日 | 2018年12月24日 | 轉任新北市政府勞工局局長 |

## 歷任副分署長
| 任別     | 姓名     | 就職時間  | 卸任時間  | 備註     |
| 副分署長 | 副分署長 | 副分署長  | 副分署長  | 副分署長 |
| -------- | -------- | --------- | --------- | -------- |
| 1        | ***      | *年*月*日 | *年*月*日 | 備註     |

## 組織
- 分署長
  - 副分署長
    - 秘書
    - 技正

### 行政業務部門
- 就業促進科
- 諮詢服務及給付科
- 特定對象及學員輔導科
- 自辦訓練科
- 訓練推廣科
- 綜合規劃科
- 秘書室
- 主計室
- 人事室
- 政風室

### 所屬場館
- 臺中職業訓練場：原中區職業訓練中心，位於中彰投分署署址內。
- 勞動學苑：原 勞委會勞工教育學苑，位於臺灣省彰化縣鹿港鎮，負責辦理職業訓練、提供技能檢定入闈場地、提供場地租借及各類勞工教育研習訓練服務、以及辦理觀光商務實習旅館，旅館則由統一渡假村委外經營成立鹿港文創會館[4]。
- 臺中就業中心（委辦臺中市政府，現臺中市就業服務處臺中就業服務站）：位於臺灣臺中市中區市府路台中州廳旁。下設烏日、太平、霧峰、大里就業服務臺。
- 豐原就業中心（委辦臺中市政府，現臺中市就業服務處豐原就業服務站）：位於臺灣臺中市豐原區。下設后科、中科、潭子、后里、神岡、大雅、新社、和平、石岡就業服務臺。
- 沙鹿就業中心（委辦臺中市政府，現臺中市就業服務處沙鹿就業服務站）：位於臺灣臺中市沙鹿區。下設龍井、中港、大安、清水、梧棲、外埔就業服務臺。
- 彰化就業中心：位於臺灣省彰化縣彰化市。下設秀水、芬園、花壇、福興、線西就業服務臺。
- 員林就業中心：位於臺灣省彰化縣員林市。下設永靖、北斗、埔心、社頭、大村、埔鹽、埤頭、溪州、芳苑、二水、竹塘、大城就業服務臺。
- 南投就業中心：位於臺灣省南投縣南投市南投縣政府警察局南投分局旁。下設南投、草屯、國姓、埔里、魚池、仁愛、名間、中寮、集集、水里、信義、竹山、鹿谷就業服務臺。

## 外部連結
- 勞動部勞動力發展署中彰投分署 （页面存档备份，存于）（繁體中文）（英文）
- 賈中哥JobGogo 勞動力發展署中彰投分署的Facebook專頁
- YouTube上的勞動部勞動力發展署中彰投分署頻道